# Pisahueco
Pisahueco es un cortometraje peruano producido, escrito y dirigido por Sergio Fernández Muñoz, estrenado en el 2018.

## Argumento
Ángel, un entusiasta profesor de secundaria, descubre una página web donde sus alumnos se burlan de él y su discapacidad a través de algunos videos extraños. Mezclándose la realidad y el universo digital adolescente, Ángel se verá envuelto en un mundo hasta entonces desconocido.

## Reparto
- Oswaldo Salas (Angel)
- Paulina Bazán (Francesca)
- Adrián du Bois (Lorenzo)
- Naara Amoretti (María José)

## Recepción de la crítica
Pisahueco tuvo una recepción positiva de público y crítica en festivales internacionales de cine, obteniendo 193 premios y nominaciones. El acta del jurado del Concurso Nacional de Cortometrajes de la Dirección del Audiovisual, la Fonografía y los Nuevos Medios (DAFO) del Ministerio de Cultura del Perú, donde ganó por unanimidad, dice: “Por contar una historia de crueldad adolescente con humor negro eficaz y un lenguaje visual preciso: experimentando con el registro de celular, los filtros de Instagram, Snapchat, GIFs y video-memes de los que es víctima el protagonista, quien brinda una actuación sobresaliente y es redimido por su venganza”. El crítico N.Khouri Ph.D del Monthly Indie Shorts elogió la película (“un gran avance en el mundo del cine”), el director (“sin duda tendrá un futuro brillante y una gran audiencia, impulsando directamente a su bien merecido lugar en la industria”) y el actor principal (“ver al premiado actor principal Oswaldo Salas interpretando el papel de Ángel, un instructor que tiene una discapacidad física es un verdadero placer”). La crítica Tallulah Denyer del portal UK Film Review de Inglaterra la calificó con 5 estrellas de 5, igualmente elogiando la película (“estupendo corto peruano”), el director (“el enfoque más provocador y exitoso que puede tener un director debutante”) y el actor principal (“la actuación de Salas es excepcional”).

## Premios y nominaciones
| Año  | País                        | Premio | Category                                             | Nominado                                 | Resultado     | Ref.          |
| ---- | --------------------------- | --- | ---------------------------------------------------- | ---------------------------------------- | ------------- | ------------- |
| 2019 | Perú                        | Concurso Nacional de Cortometrajes (Ministerio de Cultura del Perú)                                          | Mejor Cortometraje                                   | Pisahueco                                | Ganador       | [ 4 ]         |
| 2019 | España                      | BARCIFF Barcelona Indie Filmmakers Festival                                                                  | Mejor Cortometraje                                   | Pisahueco                                | Nominado      | [ 5 ]         |
| 2020 | Rusia                       | Eurasia International Monthly Film Festival                                                                  | Mejor Cortometraje                                   | Pisahueco                                | Finalista     | [ 6 ]         |
| 2020 | Rumania                     | 12 Months Film Festival                                                                                      | Guionista del Mes                                    | Sergio Fernández Muñoz                   | 2.º Lugar     |               |
| 2020 | Rumania                     | 12 Months Film Festival                                                                                      | Actor del Mes                                        | Oswaldo Salas                            | Nominado      |               |
| 2020 | Rumania                     | 12 Months Film Festival                                                                                      | Editor del Mes                                       | Alejandro Small                          | Nominado      |               |
| 2020 | República Checa             | Prague International Monthly Film Festival                                                                   | Mejor Cortometraje                                   | Pisahueco                                | Finalista     |               |
| 2020 | República Checa             | Prague International Monthly Film Festival                                                                   | Mejor Actor de Cortometraje                          | Oswaldo Salas                            | Finalista     |               |
| 2020 | Reino Unido                 | Link International Film Festival                                                                             | Mejor Cortometraje Latinoamericano                   | Pisahueco                                | Nominado      |               |
| 2020 | Australia                   | Changing Face International Film Festival                                                                    | Mejor Cortometraje Drama                             | Pisahueco                                | Finalista     | [ 7 ]         |
| 2020 | Canadá                      | Bridge Fest                                                                                                  | Mejor Cortometraje                                   | Pisahueco                                | Finalista     | [ 8 ]         |
| 2020 | Eslovaquia                  | Košice International Monthly Film Festival                                                                   | Mejor Interpretación Actoral en un Cortometraje      | Oswaldo Salas                            | Ganador       | [ 9 ]         |
| 2020 | Eslovaquia                  | Košice International Monthly Film Festival                                                                   | Mejor Cortometraje Drama                             | Pisahueco                                | Nominado      | [ 9 ]         |
| 2020 | Italia                      | VIP Film Festival                                                                                            | Mejor Actor (Mención Honrosa)                        | Oswaldo Salas                            | Ganador       | [ 10 ]        |
| 2020 |                             | Monthly Indie Shorts                                                                                         | Mejor Actor                                          | Oswaldo Salas                            | Ganador       | [ 11 ]        |
| 2020 | India                       | Madras Independent Film Festival                                                                             | Mejor Drama                                          | Pisahueco                                | Ganador       | [ 12 ]        |
| 2020 | India                       | Madras Independent Film Festival                                                                             | Premio al Actor Excepcional                          | Oswaldo Salas                            | Ganador       | [ 12 ]        |
| 2020 | Portugal                    | New Cinema – Lisbon Monthly Film Festival                                                                    | Mejor Película Drama                                 | Pisahueco                                | Ganador       | [ 13 ]        |
| 2020 | Portugal                    | New Cinema – Lisbon Monthly Film Festival                                                                    | Mejor Nuevo Director                                 | Sergio Fernández Muñoz                   | Ganador       | [ 13 ]        |
| 2020 | Portugal                    | New Cinema – Lisbon Monthly Film Festival                                                                    | Mejor Director de Cortometraje                       | Sergio Fernández Muñoz                   | Ganador       | [ 13 ]        |
| 2020 | Portugal                    | New Cinema – Lisbon Monthly Film Festival                                                                    | Mejor Cortometraje (Mención Honrosa)                 | Pisahueco                                | Ganador       | [ 13 ]        |
| 2020 | Reino Unido                 | Lonely Wolf: London International Film Festival                                                              | Mejor Actor Principal en Cortometraje                | Oswaldo Salas                            | Ganador       | [ 14 ]        |
| 2020 | Reino Unido                 | Lonely Wolf: London International Film Festival                                                              | Mejor Película de la Competencia                     | Pisahueco                                | Nominado      | [ 14 ]        |
| 2020 | Reino Unido                 | Lonely Wolf: London International Film Festival                                                              | Mejor Película de Comedia                            | Pisahueco                                | Nominado      | [ 14 ]        |
| 2020 | Reino Unido                 | Lonely Wolf: London International Film Festival                                                              | Mejor Tráiler                                        | Pisahueco                                | Nominado      | [ 14 ]        |
| 2020 | Italia                      | Under The Stars International Film Festival                                                                  | Mejor Película Drama                                 | Pisahueco                                | Ganador       | [ 15 ] [ 16 ] |
| 2020 | Italia                      | Under The Stars International Film Festival                                                                  | Mejor Cortometraje                                   | Pisahueco                                | Nominado      | [ 15 ] [ 16 ] |
| 2020 | Italia                      | Under The Stars International Film Festival                                                                  | Mejor Guion                                          | Sergio Fernández Muñoz                   | Nominado      | [ 15 ] [ 16 ] |
| 2020 | Reino Unido                 | Big Syn International Film Festival                                                                          | Premio del Público                                   | Pisahueco                                | Nominado      | [ 17 ]        |
| 2020 | España                      | Daroca & Prisión Film Fest                                                                                   | Premio del Público                                   | Pisahueco                                | Nominado      | [ 18 ]        |
| 2020 | Estados Unidos              | Indie Shorts Film Festival                                                                                   | Mejor Comedia                                        | Pisahueco                                | Ganador       | [ 19 ]        |
| 2020 | Estados Unidos              | Indie Shorts Film Festival                                                                                   | Mejor Cortometraje                                   | Pisahueco                                | Finalista     | [ 19 ]        |
| 2020 | Estados Unidos              | Indie Shorts Film Festival                                                                                   | Mejor Actor                                          | Oswaldo Salas                            | Finalista     | [ 19 ]        |
| 2020 | Turquía                     | Halicarnassus Film Festival                                                                                  | Mejor Actor                                          | Oswaldo Salas                            | Ganador       | [ 20 ]        |
| 2020 | Rumania                     | Eastern Europe Film Festival                                                                                 | Mejor Actor                                          | Oswaldo Salas                            | Ganador       | [ 21 ]        |
| 2020 | Brasil                      | BIMIFF – Brazil International Monthly Independent Film Festival                                              | Mejor Actor de Mediometraje Internacional            | Oswaldo Salas                            | Ganador       | [ 22 ]        |
| 2020 | Brasil                      | BIMIFF – Brazil International Monthly Independent Film Festival                                              | Mejor Mediometraje Internacional                     | Pisahueco                                | Nominado      | [ 22 ]        |
| 2020 |                             | Accord Cine Fest                                                                                             | Mejor Cortometraje Drama                             | Pisahueco                                | Ganador       | [ 23 ]        |
| 2020 | Mejor Actor de Cortometraje | Accord Cine Fest                                                                                             | Oswaldo Salas                                        | Ganador                                  |               | [ 23 ]        |
| 2020 | Estados Unidos              | Kismet Virtual Film Fest                                                                                     | Mejor Interpretación                                 | Oswaldo Salas                            | Ganador       |               |
| 2020 | Dinamarca                   | Luminous Frames Indie Festival                                                                               | Mejor Actor                                          | Oswaldo Salas                            | Ganador       | [ 24 ] [ 25 ] |
| 2020 | Dinamarca                   | Luminous Frames Indie Festival                                                                               | Mejor Cortometraje Narrativo                         | Pisahueco                                | Nominado      | [ 24 ] [ 25 ] |
| 2020 | Dinamarca                   | Luminous Frames Indie Festival                                                                               | Mejor Cortometraje sobre Discriminación              | Pisahueco                                | Nominado      | [ 24 ] [ 25 ] |
| 2020 | Dinamarca                   | Luminous Frames Indie Festival                                                                               | Mejor Director (Cortometraje Narrativo)              | Sergio Fernández Muñoz                   | Nominado      | [ 24 ] [ 25 ] |
| 2020 | Dinamarca                   | Luminous Frames Indie Festival                                                                               | Mejor Edición                                        | Alejandro Small                          | Nominado      | [ 24 ] [ 25 ] |
| 2020 | Perú                        | Festival del Cortometraje Peruano                                                                            | Mejor Ficción                                        | Pisahueco                                | Ganador       | [ 26 ]        |
| 2020 | Perú                        | Festival del Cortometraje Peruano                                                                            | Mejor Director                                       | Sergio Fernández Muñoz                   | Ganador       | [ 26 ]        |
| 2020 | Perú                        | Festival del Cortometraje Peruano                                                                            | Mejor Actor                                          | Oswaldo Salas                            | Ganador       | [ 26 ]        |
| 2020 | Perú                        | Festival del Cortometraje Peruano                                                                            | Mejor Cortometraje                                   | Pisahueco                                | Nominado      | [ 26 ]        |
| 2020 | Rumania                     | Bucharest ShortCut Cinefest                                                                                  | Mejor Actor                                          | Oswaldo Salas                            | Nominado      | [ 27 ]        |
| 2020 | Brasil                      | GIMFA - Gralha International Monthly Film Awards                                                             | Mejor Actor de Cortometraje                          | Oswaldo Salas                            | Ganador       | [ 28 ]        |
| 2020 | Brasil                      | GIMFA - Gralha International Monthly Film Awards                                                             | Mejor Póster de Cortometraje                         | Erick Baltodano                          | Ganador       | [ 28 ]        |
| 2020 | Brasil                      | GIMFA - Gralha International Monthly Film Awards                                                             | Mejor Guion de Cortometraje                          | Sergio Fernández Muñoz                   | Nominado      | [ 28 ]        |
| 2020 | Brasil                      | GIMFA - Gralha International Monthly Film Awards                                                             | Mejor Director de Cortometraje                       | Sergio Fernández Muñoz                   | Nominado      | [ 28 ]        |
| 2020 | Serbia                      | 1st Monthly Film Festival                                                                                    | Mejor Actor de Cortometraje                          | Oswaldo Salas                            | Ganador       | [ 29 ]        |
| 2020 | Serbia                      | 1st Monthly Film Festival                                                                                    | Mención Especial: Cortometraje                       | Pisahueco                                | Ganador       | [ 29 ]        |
| 2020 | Rumania                     | Film In Focus International Film Festival                                                                    | Mejor Actor                                          | Oswaldo Salas                            | Nominado      | [ 30 ]        |
| 2020 | Alemania                    | New Wave Short Film Festival                                                                                 | Mejor Actor                                          | Oswaldo Salas                            | Ganador       | [ 31 ]        |
| 2020 | Alemania                    | New Wave Short Film Festival                                                                                 | Mención Especial Comedia                             | Pisahueco                                | Ganador       | [ 31 ]        |
| 2020 |                             | Global Monthly Online Film Competition                                                                       | Mejor Cortometraje (Mención Especial)                | Pisahueco                                | Ganador       | [ 32 ]        |
| 2020 | Países Bajos                | Pure Magic International Film Festival                                                                       | Premio de Honor                                      | Sergio Fernández Muñoz, Reparto y Equipo | Ganador       | [ 33 ]        |
| 2020 | Ucrania                     | Onyko Films Awards                                                                                           | Mejor Cortometraje                                   | Pisahueco                                | Finalista     |               |
| 2020 | Estados Unidos              | Flight Deck Film Festival                                                                                    | Mejor Cortometraje                                   | Pisahueco                                | Finalista     | [ 34 ]        |
| 2020 | Brasil                      | Garoa Awards - Monthly Film Festival of São Paulo                                                            | Mejor Director de Cortometraje Narrativo             | Sergio Fernández Muñoz                   | Ganador       | [ 35 ]        |
| 2020 | Brasil                      | Garoa Awards - Monthly Film Festival of São Paulo                                                            | Mejor Actor de Cortometraje Narrativo                | Oswaldo Salas                            | Ganador       | [ 35 ]        |
| 2020 | Brasil                      | Garoa Awards - Monthly Film Festival of São Paulo                                                            | Mejor Edición de Cortometraje Narrativo              | Alejandro Small                          | Ganador       | [ 35 ]        |
| 2020 | Brasil                      | Garoa Awards - Monthly Film Festival of São Paulo                                                            | Mejor Cortometraje Narrativo                         | Pisahueco                                | Nominado      | [ 35 ]        |
| 2020 | Brasil                      | Garoa Awards - Monthly Film Festival of São Paulo                                                            | Mejor Actriz de Cortometraje Narrativo               | Paulina Bazán                            | Nominada      | [ 35 ]        |
| 2020 | Brasil                      | Garoa Awards - Monthly Film Festival of São Paulo                                                            | Mejor Guion de Cortometraje Narrativo                | Sergio Fernández Muñoz                   | Nominado      | [ 35 ]        |
| 2020 | Brasil                      | Garoa Awards - Monthly Film Festival of São Paulo                                                            | Mejor Diseño de Sonido de Cortometraje Narrativo     | Tomás Gistau Soldi                       | Nominado      | [ 35 ]        |
| 2020 | Brasil                      | Garoa Awards - Monthly Film Festival of São Paulo                                                            | Mejor Póster                                         | Erick Baltodano                          | Nominado      | [ 35 ]        |
| 2020 | Bangladés                   | Cinemaking International Film Festival                                                                       | Mejor Cortometraje Clásico (Mención Honrosa)         | Pisahueco                                | Ganador       |               |
| 2020 | Canadá                      | AltFF Alternative Film Festival                                                                              | Mejor Actor Internacional de Cortometraje            | Oswaldo Salas                            | Nominado      | [ 36 ]        |
| 2020 | Francia                     | Beyond the Curve International Film Festival                                                                 | Mejor Drama (Premio a la Excelencia)                 | Pisahueco                                | Ganador       | [ 37 ]        |
| 2020 | Francia                     | Beyond the Curve International Film Festival                                                                 | Mejor Actor (Premio a la Excelencia)                 | Oswaldo Salas                            | Finalista     | [ 37 ]        |
| 2020 | España                      | Dramática Film Festival                                                                                      | Mejor Comedia                                        | Pisahueco                                | Finalista     | [ 38 ]        |
| 2020 | Suecia                      | Stockholm City Film Festival                                                                                 | Mejor Actor de Cortometraje                          | Oswaldo Salas                            | Finalista     | [ 39 ]        |
| 2020 | Estados Unidos              | Direct Monthly Online Film Festival                                                                          | Mejor Cortometraje del Mes                           | Pisahueco                                | Ganador       | [ 40 ]        |
| 2020 | India                       | NexGn International Short Film Festival                                                                      | Mejor Cortometraje (Premio a la Excelencia)          | Pisahueco                                | Semifinalista | [ 41 ]        |
| 2021 | Italia                      | Under The Stars International Film Festival (Edición Anual 2020)                                             | Premio del Público                                   | Pisahueco                                | Ganador       | [ 42 ]        |
| 2021 | India                       | Continental Film Awards                                                                                      | Mejor Director Nuevo de Cortometraje Sudamericano    | Sergio Fernández Muñoz                   | Ganador       | [ 43 ]        |
| 2021 | India                       | Continental Film Awards                                                                                      | Mejor Actor Sudamericano de Cortometraje             | Oswaldo Salas                            | Ganador       | [ 43 ]        |
| 2021 | Reino Unido                 | Best Film Awards                                                                                             | Mejor Actor de Cortometraje                          | Oswaldo Salas                            | Ganador       | [ 44 ]        |
| 2021 | Reino Unido                 | Best Film Awards                                                                                             | Mejor Director                                       | Sergio Fernández Muñoz                   | Ganador       | [ 45 ]        |
| 2021 | Reino Unido                 | Best Film Awards                                                                                             | Mejor Cortometraje Independiente                     | Pisahueco                                | Finalista     | [ 46 ]        |
| 2021 | Estados Unidos              | New Jersey Film Awards                                                                                       | Mejor Actor de Cortometraje                          | Oswaldo Salas                            | Ganador       | [ 47 ]        |
| 2021 | Estados Unidos              | New Jersey Film Awards                                                                                       | Mejor Actor de Cortometraje                          | Alejandro Small                          | Nominado      | [ 47 ]        |
| 2021 | Reino Unido                 | London International Web & Short Film Festival                                                               | Mejor Cortometraje                                   | Pisahueco                                | Ganador       | [ 48 ]        |
| 2021 | Reino Unido                 | London International Web & Short Film Festival                                                               | Mejor Interpretación Masculina                       | Oswaldo Salas                            | Ganador       | [ 48 ]        |
| 2021 | Grecia                      | Athens International Monthly Art Film Festival                                                               | Mención Especial                                     | Pisahueco                                | Ganador       | [ 49 ]        |
| 2021 | Reino Unido                 | Cult Movies International Film Festival                                                                      | Premio del Jurado                                    | Pisahueco                                | Ganador       | [ 50 ]        |
| 2021 | Estados Unidos              | New York Tri-State International Film Festival                                                               | Mejor Actor                                          | Oswaldo Salas                            | Ganador       | [ 51 ]        |
| 2021 | Grecia                      | Short Encounters International Film Festival                                                                 | Mejor Actor Principal                                | Oswaldo Salas                            | Nominado      | [ 52 ]        |
| 2021 | Grecia                      | Short Encounters International Film Festival                                                                 | Mejor Actriz de Reparto                              | Paulina Bazán                            | Nominada      | [ 52 ]        |
| 2021 | Grecia                      | Short Encounters International Film Festival                                                                 | Mejor Edición                                        | Alejandro Small                          | Nominado      | [ 52 ]        |
| 2021 | Alemania                    | Filmhaus: Berlin Film + New Media Competition                                                                | Lo Mejor del Festival 2021                           | Pisahueco                                | Ganador       | [ 53 ]        |
| 2021 | Alemania                    | Filmhaus: Berlin Film + New Media Competition                                                                | Mejor Nuevo Director                                 | Sergio Fernández Muñoz                   | Nominado      | [ 54 ]        |
| 2021 | Alemania                    | Filmhaus: Berlin Film + New Media Competition                                                                | Mejor Actor Principal                                | Oswaldo Salas                            | Nominado      | [ 54 ]        |
| 2021 | Estados Unidos              | Best Actor Award – New York                                                                                  | Mejor Actor en Drama (Premio Gold)                   | Oswaldo Salas                            | Ganador       | [ 55 ]        |
| 2021 | Brasil                      | Golden Guara Awards                                                                                          | Mejor Actor                                          | Oswaldo Salas                            | Ganador       | [ 56 ]        |
| 2021 | Brasil                      | Golden Guara Awards                                                                                          | Mejor Edición                                        | Alejandro Small                          | Ganador       | [ 57 ]        |
| 2021 | Brasil                      | Golden Guara Awards                                                                                          | Mejor Cortometraje                                   | Pisahueco                                | Nominado      | [ 58 ]        |
| 2021 | Brasil                      | Golden Guara Awards                                                                                          | Mejor Director                                       | Sergio Fernández Muñoz                   | Nominado      | [ 59 ]        |
| 2021 | Brasil                      | Golden Guara Awards                                                                                          | Mejor Actriz                                         | Paulina Bazán                            | Nominado      | [ 60 ]        |
| 2021 | Brasil                      | Golden Guara Awards                                                                                          | Mejor Guion                                          | Sergio Fernández Muñoz                   | Nominado      | [ 61 ]        |
| 2021 | Brasil                      | Golden Guara Awards                                                                                          | Mejor Cinematografía                                 | Piero Varda                              | Nominado      | [ 62 ]        |
| 2021 | Brasil                      | Golden Guara Awards                                                                                          | Mejor Diseño de Producción                           | Rodrigo Núñez Mas                        | Nominado      | [ 63 ]        |
| 2021 | Brasil                      | Golden Guara Awards                                                                                          | Mejor Diseño de Sonido                               | Tomás Gistau Soldi                       | Nominado      | [ 64 ]        |
| 2021 | Brasil                      | Golden Guara Awards                                                                                          | Mejor Banda Sonora                                   | Gunter Brenner                           | Nominado      | [ 65 ]        |
| 2021 | India                       | Short Cine Fest                                                                                              | Mejor Director de Cortometraje                       | Sergio Fernández Muñoz                   | Ganador       | [ 66 ]        |
| 2021 | Rusia                       | ISAFF - International Symbolic Art Film Festival                                                             | Mejor Cortometraje                                   | Pisahueco                                | Nominado      |               |
| 2021 | Rusia                       | ISAFF - International Symbolic Art Film Festival                                                             | Mejor Actor                                          | Oswaldo Salas                            | Nominado      |               |
| 2021 | Reino Unido                 | Lonely Wolf: London International Film Festival (Edición Lo Mejor del Año 2020)                              | Mejor Película Dramática del Año 2020                | Pisahueco                                | Nominado      | [ 67 ]        |
| 2021 | Reino Unido                 | Lonely Wolf: London International Film Festival (Edición Lo Mejor del Año 2020)                              | Mejor Actor Principal del Año 2020                   | Oswaldo Salas                            | Nominado      | [ 67 ]        |
| 2021 | India                       | Indapuram International Short Film Festival                                                                  | Mejor Cortometraje                                   | Pisahueco                                | Semifinalista |               |
| 2021 | Bulgaria                    | V.i.Z. Film Fest                                                                                             | Mejor Actor                                          | Oswaldo Salas                            | Ganador       | [ 68 ]        |
| 2021 | Bulgaria                    | V.i.Z. Film Fest                                                                                             | Mejor Drama                                          | Pisahueco                                | Nominado      | [ 68 ]        |
| 2021 | Brasil                      | RIMA - Rio de Janeiro International Monthly Awards                                                           | Mejor Actor                                          | Oswaldo Salas                            | Ganador       | [ 69 ]        |
| 2021 | Brasil                      | RIMA - Rio de Janeiro International Monthly Awards                                                           | Mejor Edición                                        | Alejandro Small                          | Ganador       | [ 70 ]        |
| 2021 | Brasil                      | RIMA - Rio de Janeiro International Monthly Awards                                                           | Mejor Director                                       | Sergio Fernández Muñoz                   | Nominado      | [ 71 ]        |
| 2021 | Brasil                      | RIMA - Rio de Janeiro International Monthly Awards                                                           | Mejor Actriz de Reparto                              | Paulina Bazán                            | Nominado      | [ 72 ]        |
| 2021 | Brasil                      | RIMA - Rio de Janeiro International Monthly Awards                                                           | Mejor Diseño de Producción                           | Rodrigo Núñez Mas                        | Nominado      | [ 73 ]        |
| 2021 | Brasil                      | RIMA - Rio de Janeiro International Monthly Awards                                                           | Mejor Diseño de Sonido                               | Tomás Gistau Soldi                       | Nominado      | [ 74 ]        |
| 2021 | Brasil                      | RIMA - Rio de Janeiro International Monthly Awards                                                           | Mejor Efectos Visuales                               | Tomás Gistau Soldi                       | Nominado      | [ 75 ]        |
| 2021 | México                      | Festival de Cine Colectivo                                                                                   | Mejor Cortometraje (Mención Honrosa)                 | Pisahueco                                | Ganador       |               |
| 2021 | Estados Unidos              | Latino & Native American Film Festival (LANAFF)                                                              | Premio del Público                                   | Pisahueco                                | Ganador       |               |
| 2021 | Sri Lanka                   | Amuthu Dawasak International Film Festival                                                                   | Mejor Cortometraje Internacional                     | Pisahueco                                | Finalista     |               |
| 2021 | Estados Unidos              | International Short Film Awards                                                                              | Mejor Actor de Cortometraje Independiente            | Oswaldo Salas                            | Ganador       | [ 76 ]        |
| 2021 | Estados Unidos              | International Short Film Awards                                                                              | Mejor Cortometraje                                   | Pisahueco                                | Finalista     | [ 76 ]        |
| 2021 | Estados Unidos              | OTB - Only The Best Film Awards                                                                              | Mejor Cortometraje Independiente (Premio del Jurado) | Pisahueco                                | Ganador       | [ 77 ]        |
| 2021 | Estados Unidos              | OTB - Only The Best Film Awards                                                                              | Mejor Actor (Premio del Jurado)                      | Oswaldo Salas                            | Ganador       | [ 77 ]        |
| 2021 | Brasil                      | Festival Saindo da Gaveta                                                                                    | Mejor Actor de Cortometraje Internacional            | Oswaldo Salas                            | Ganador       | [ 78 ]        |
| 2021 | Brasil                      | Festival Saindo da Gaveta                                                                                    | Mejor Edición de Cortometraje Internacional          | Alejandro Small                          | Ganador       | [ 78 ]        |
| 2021 | Canadá                      | Bridge Fest 2020 (Annual Edition)                                                                            | Mejor Cortometraje del 2020                          | Pisahueco                                | 2.º Lugar     | [ 79 ]        |
| 2021 | Ucrania                     | Cooper Awards                                                                                                | Mejor Actor de Cortometraje                          | Oswaldo Salas                            | Ganador       | [ 80 ]        |
| 2021 | Estados Unidos              | New York International Film Awards - NYIFA                                                                   | Mejor Actor (Mención Honrosa)                        | Oswaldo Salas                            | Ganador       | [ 81 ]        |
| 2021 | Grecia                      | Thessaloniki Free Short Festival                                                                             | Mejor Cortometraje de Comedia                        | Pisahueco                                | Nominado      | [ 82 ]        |
| 2021 | Grecia                      | Thessaloniki Free Short Festival                                                                             | Mejor Actor                                          | Oswaldo Salas                            | Nominado      | [ 83 ]        |
| 2021 | Estados Unidos              | Hollywood Indie Film Awards                                                                                  | Mejor Actor                                          | Oswaldo Salas                            | Ganador       | [ 84 ]        |
| 2021 | Estados Unidos              | Super Indie Film Festival                                                                                    | Mejor Cortometraje Independiente                     | Pisahueco                                | Finalista     | [ 85 ]        |
| 2021 | Estados Unidos              | Super Indie Film Festival                                                                                    | Mejor Actor                                          | Oswaldo Salas                            | Finalista     | [ 85 ]        |
| 2021 | Estados Unidos              | Accolade Global Film Competition                                                                             | Mejor Cortometraje (Premio a la Excelencia)          | Pisahueco                                | Ganador       | [ 86 ]        |
| 2021 | Estados Unidos              | Accolade Global Film Competition                                                                             | Mejor Actor Principal (Premio a la Excelencia)       | Oswaldo Salas                            | Ganador       | [ 86 ]        |
| 2021 | Francia                     | New Creators Film Awards                                                                                     | Mejor Actor                                          | Oswaldo Salas                            | Ganador       | [ 87 ]        |
| 2021 | Francia                     | New Creators Film Awards                                                                                     | Mejor Cortometraje                                   | Pisahueco                                | Nominado      | [ 88 ]        |
| 2021 | Reino Unido                 | Medusa Film Festival                                                                                         | Mejor Cortometraje                                   | Pisahueco                                | Ganador       | [ 89 ]        |
| 2021 | Brasil                      | KZ Film Festival                                                                                             | Mejor Tráiler                                        | Pisahueco                                | Ganador       | [ 90 ]        |
| 2021 | Turquía                     | Anatolian Short Film Festival                                                                                | Mejor Cortometraje de Comedia                        | Pisahueco                                | Ganador       | [ 91 ]        |
| 2021 | Italia                      | Robinson Film Awards                                                                                         | Mejor Guion                                          | Sergio Fernández Muñoz                   | Ganador       | [ 92 ]        |
| 2021 | Francia                     | Hallucinea Film Festival                                                                                     | Mejor Cortometraje Drama                             | Pisahueco                                | Ganador       | [ 93 ]        |
| 2021 | Brasil                      | South America Awards                                                                                         | Mejor Película Sudamericana                          | Pisahueco                                | Ganador       | [ 94 ]        |
| 2021 | Brasil                      | South America Awards                                                                                         | Mejor Cineasta Sudamericano                          | Sergio Fernández Muñoz                   | Nominado      | [ 94 ]        |
| 2021 | Brasil                      | South America Awards                                                                                         | Mejor Guion de Película Narrativa                    | Sergio Fernández Muñoz                   | Nominado      | [ 94 ]        |
| 2021 | Brasil                      | South America Awards                                                                                         | Mejor Actor de Película Narrativa                    | Oswaldo Salas                            | Nominado      | [ 94 ]        |
| 2021 | Brasil                      | South America Awards                                                                                         | Mejor Actriz de Reparto de Película Narrativa        | Paulina Bazán                            | Nominado      | [ 94 ]        |
| 2021 | Brasil                      | South America Awards                                                                                         | Mejor Edición de Película Narrativa                  | Alejandro Small                          | Nominado      | [ 94 ]        |
| 2021 | España                      | Fiction Film Festival                                                                                        | Mejor Comedia                                        | Pisahueco                                | Nominado      |               |
| 2021 | España                      | Fiction Film Festival                                                                                        | Mejor Diseño de Sonido                               | Tomás Gistau Soldi                       | Nominado      |               |
| 2021 | Canadá                      | Couch Film Festival                                                                                          | Mejor Actor (10:01-20:00 Minutos)                    | Oswaldo Salas                            | Ganador       | [ 95 ]        |
| 2021 | Canadá                      | Couch Film Festival                                                                                          | Mejor Comedia (10:01-20:00 Minutos)                  | Pisahueco                                | Nominado      | [ 95 ]        |
| 2021 | Reino Unido                 | Artisan International Film Festival                                                                          | Mejor Cortometraje                                   | Pisahueco                                | Ganador       | [ 96 ]        |
| 2021 | Reino Unido                 | Artisan International Film Festival                                                                          | Mejor Actor                                          | Oswaldo Salas                            | Ganador       | [ 96 ]        |
| 2021 | Reino Unido                 | Artisan International Film Festival                                                                          | Mejor Edición                                        | Alejandro Small                          | Ganador       | [ 96 ]        |
| 2021 | Reino Unido                 | Artisan International Film Festival                                                                          | Mejor Director                                       | Sergio Fernández Muñoz                   | Nominado      | [ 96 ]        |
| 2021 | Reino Unido                 | Artisan International Film Festival                                                                          | Mejor Guion                                          | Sergio Fernández Muñoz                   | Nominado      | [ 96 ]        |
| 2021 | Reino Unido                 | Artisan International Film Festival                                                                          | Mejor Póster                                         | Erick Baltodano                          | Nominado      | [ 96 ]        |
| 2021 | Estados Unidos              | Oniros Film Awards                                                                                           | Mejor Actor                                          | Oswaldo Salas                            | Nominado      | [ 97 ]        |
| 2021 | Estados Unidos              | Niagara Falls International Short Festival                                                                   | Mejor Actor                                          | Oswaldo Salas                            | Nominado      |               |
| 2021 | Brasil                      | T.I.F.A. - Tietê International Film Awards                                                                   | Premio a la Conciencia Social                        | Pisahueco                                | Ganador       | [ 98 ]        |
| 2021 | Brasil                      | T.I.F.A. - Tietê International Film Awards                                                                   | Mejor Actor de Película Narrativa                    | Oswaldo Salas                            | Nominado      | [ 99 ]        |
| 2021 | Brasil                      | T.I.F.A. - Tietê International Film Awards                                                                   | Mejor Guion de Película Narrativa                    | Sergio Fernández Muñoz                   | Nominado      | [ 100 ]       |
| 2021 | Brasil                      | T.I.F.A. - Tietê International Film Awards                                                                   | Mejor Cinematografía de Película Narrativa           | Piero Varda                              | Nominado      | [ 101 ]       |
| 2021 | Brasil                      | T.I.F.A. - Tietê International Film Awards                                                                   | Mejor Edición de Película Narrativa                  | Alejandro Small                          | Nominado      | [ 102 ]       |
| 2021 | Brasil                      | T.I.F.A. - Tietê International Film Awards                                                                   | Mejor Diseño de Sonido de Película Narrativa         | Tomás Gistau Soldi                       | Nominado      | [ 103 ]       |
| 2021 | Brasil                      | BIMIFF - Brazil International Monthly Independent Film Festival (Edición Lo Mejor de la 1.ª Temporada 20/21) | Mejor Actor de Mediometraje Internacional            | Oswaldo Salas                            | Nominado      | [ 104 ]       |
| 2021 | India                       | 7Colours International Film Festival                                                                         | Mejor Actor de Cortometraje (Mención Honrosa)        | Oswaldo Salas                            | Ganador       |               |
| 2021 | Singapur                    | Golden Reel International Film Festival                                                                      | Mejor Drama Generacional                             | Pisahueco                                | Ganador       | [ 105 ]       |
| 2021 | Rumania                     | Wallachia International Film Festival                                                                        | Mejor Mediometraje                                   | Pisahueco                                | Finalista     | [ 106 ]       |
| 2021 | Brasil                      | Latin America Film Awards                                                                                    | Mejor Actor de Cortometraje                          | Oswaldo Salas                            | Ganador       | [ 107 ]       |
| 2021 | Francia                     | Paris Shorts Film Awards                                                                                     | Mejor Cortometraje Narrativo                         | Pisahueco                                | Ganador       | [ 108 ]       |
| 2021 | Francia                     | Paris Shorts Film Awards                                                                                     | Mejor Actor                                          | Oswaldo Salas                            | Nominado      | [ 109 ]       |
| 2021 | Estados Unidos              | The IndieFEST Film Awards                                                                                    | Mejor Cortometraje (Premio a la Excelencia)          | Pisahueco                                | Ganador       | [ 110 ]       |
| 2021 | Estados Unidos              | The IndieFEST Film Awards                                                                                    | Mejor Actor Principal (Premio a la Excelencia)       | Oswaldo Salas                            | Ganador       | [ 110 ]       |
| 2021 | Estados Unidos              | Octopus Marquee Independent Film Festival                                                                    | Premio Concrete Octopus                              | Pisahueco                                | Nominado      | [ 111 ]       |
| 2021 | Estados Unidos              | Octopus Marquee Independent Film Festival                                                                    | Premio Octopus del Público (Mención Honrosa)         | Pisahueco                                | Ganador       | [ 111 ]       |
| 2021 | Australia                   | Sydney Multicultural Film Awards                                                                             | Mejor Cortometraje                                   | Pisahueco                                | Nominado      | [ 112 ]       |
| 2021 | Brasil                      | RIMA - Rio de Janeiro International Monthly Awards (Edición Lo Mejor del Año)                                | Mejor Actor del 2021                                 | Oswaldo Salas                            | Nominado      | [ 113 ]       |
| 2021 | Brasil                      | RIMA - Rio de Janeiro International Monthly Awards (Edición Lo Mejor del Año)                                | Mejor Edición del 2021                               | Alejandro Small                          | Nominado      | [ 114 ]       |
| 2021 | Turquía                     | The Gladiator Film Festival                                                                                  | Mejor Cortometraje                                   | Pisahueco                                | Ganador       | [ 115 ]       |
| 2021 | Austria                     | Vienna International Film Awards                                                                             | Mejor Drama                                          | Pisahueco                                | Nominado      | [ 116 ]       |
| 2021 | Austria                     | Vienna International Film Awards                                                                             | Mejor Actor                                          | Oswaldo Salas                            | Nominado      | [ 116 ]       |
| 2021 | Irán                        | International Moving Film Festival                                                                           | Mejor Actor de Cortometraje                          | Oswaldo Salas                            | Ganador       | [ 117 ]       |
| 2021 | India                       | Ideal International Film Festival                                                                            | Ideal Top 5 Project                                  | Pisahueco                                | Ganador       | [ 118 ]       |
| 2021 | India                       | Ideal International Film Festival                                                                            | Mejor Actor de Cortometraje Extranjero               | Oswaldo Salas                            | 2.º Lugar     | [ 119 ]       |
| 2022 | Reino Unido                 | London International Web & Short Film Festival (Edición Anual 2021)                                          | Mejor Cortometraje del 2021                          | Pisahueco                                | Nominado      | [ 120 ]       |